# El Tigre (Tabasco)
El Tigre es una localidad del municipio de Nacajuca ubicado en la subregión centro del estado mexicano de Tabasco.

## Geografía
La localidad de El Tigre se sitúa en las coordenadas geográficas 18°06′08″N 92°56′31″O / 18.102222, -92.941944, a una elevación de 2 metros sobre el nivel del mar.

## Demografía
Según el Conteo de Población y Vivienda 2020, efectuado por el Instituto Nacional de Estadística y Geografía, la localidad de El Tigre tiene 2,440 habitantes, de los cuales 1,212 son del sexo masculino y 1,228 del sexo femenino. Su tasa de fecundidad es de 2.13 hijos por mujer y tiene 649 viviendas particulares habitadas.
| Gráfica de evolución demográfica de El Tigre entre 1940 y 2020 |
|                                                                |
| INEGI.                                                         |